# Joy McArthur
Joy Iris McArthur (japanisch ジョイ・アイリス・マッカーサー; * 5. Juli 1999 in Mission Viejo, Kalifornien) ist eine japanisch-US-amerikanische Leichtathletin, die sich auf den Hammerwurf spezialisiert hat und seit 2022 für Japan startberechtigt ist. Sie ist aktuelle Inhaberin des japanischen Landesrekordes im Hammerwurf.

## Sportliche Laufbahn
Erste internationale Erfahrungen sammelte Joy McArthur im Jahr 2016, als sie für die Vereinigten Staaten bei den U20-Weltmeisterschaften in Bydgoszcz startete und dort mit einer Weite von 57,04 m in der Qualifikationsrunde ausschied. Von 2018 bis 2022 studierte sie an der University of Southern California und geht seit 2022 für Japan international an den Start. 2023 verbesserte sie den Landesrekord auf 69,89 m und gewann im Juli bei den Asienmeisterschaften in Bangkok mit 66,56 m die Silbermedaille hinter der Chinesin Zhao Jie. Ende September gelangte sie bei den Asienspielen in Hangzhou mit 61,01 m auf den sechsten Platz. Im März 2024 verbesserte sie den Landesrekord auf 70,51 m und im Jahr darauf wurde sie bei den Asienmeisterschaften in Gumi mit 63,61 m Vierte.
In den Jahren 2023 und 2024 wurde McArthur japanische Meisterin im Hammerwurf.